# Rychvald (zámek)
Zámek Rychvald, někdy nazýván též jako Starý Dvůr, se nachází ve městě Rychvald v okrese Karviná, několik kilometrů od Ostravy.

## Historie
Rychvald byl tradičně součástí Těšínského knížectví, které bylo ale za vlády Václava III. silně zadlužené vinou špatného hospodaření spoluvládce Bedřicha Kazimíra a kníže musel část panství (ve kterém ležel i Rychvald) prodat. Kupcem se v roce 1573 stal Burian Barský z Baště. Jeho syn Bernard si o rok později zvolil za své sídlo právě Rychvald, kde si v letech 1575–1577 nechal vystavět rozlehlý patrový zámek.
Rod Barských držel Rychvald až do roku 1630, poté panství vlastnily další těšínské rody jako:
- Tlukové z Tošanovic
- Haugvicové z Biskupic
- Vrbnové
- Freudenthalové
- Gašínové z Rosenbergu

V polovině 18. století Gašínové prodali z důvodů špatné finanční situace Rychvald baronu Janu Václavu Mönnichovi. Ten měl pouze jedinou dceru Annu Marii Teklu, které odkázal veškeré své jmění. Anna Maria se v roce 1791 provdala za hraběte Jana Josefa Lariše ze Lhoty, kterému přinesla své zděděné jmění jako věno. Takto mj. vznikl šlechtický rod Larisch-Mönnich.
Jan Josef a Anna Marie Tekla měli syna Heindricha (Jindřicha) a ten měl s Henriettou von Haugwitz syna Eugena (Evžena) Larisch-Mönnich který se svojí dcerou Franziskou von Larisch-Mönnich ve 2. polovině 19. století postupně účelně přestavovali zámek. Navíc díky snaze Eugena byla v roce 1869 zřízena před zámkem železniční zastávka Košicko-bohumínské dráhy Reichwaldau Schloß (Rychvald-zámek). Franziska poté Rychvald přinesla jako věno svému manželovi knížeti Ernstovi Rüdigerovi von Starhemberg.
V letech 1903–1945 byl zámek spolu s panstvím v držení Starhembergů. Posledním šlechtickým majitelem zámku a panství byl syn Ernsta Rüdigera a Franzisky Georg Adam von Starhemberg se svou ženou Annou Agnes. Na zámku se jim také v roce 1936 narodila dcera Friederike (Friderika). Po roce 1945 Starhembergové odešli do Rakouska.

### Dvacáté století
Po roce 1945 zámek získala v rámci vyvlastňování Správa národního majetku, která ho v roce 1950 předala JZD Rychvald které nechalo z honosného zámku udělat skladiště, byty a hospodářský dvůr pro své potřeby.
Od roku 1958 je zámek chráněn jako kulturní památka České republiky. Ani to však nezabránilo další devastaci.
V letech 1962–1989 patřil zámek firmě OKD, závod Rekultivace. Zámek během této doby silně chátral a měl narušenou statiku.
Po Sametové revoluci zámek navštívili Starhembergové, ale z jejich plánů na obnovu nakonec sešlo. Zámek byl v 90. letech 20. století postupně předáván různým osobám, které ho ale nechávaly většinou chátrat.
Až v roce 2009 koupil zámek Ing. Pavel Šmíra PhD, MBA, který v průběhu let 2010–2016 provedl generální rekonstrukci zámku. V relativně krátkém období šesti let prošel zámek i přilehlý areál kompletní rekonstrukcí.

## Stavební podoba
Čtyřkřídlý původně renesanční patrový zámek ze 16. století byl postupem času přestavován, a to především ve 2. polovině 19. století.